# فابيان هوتسلر
فابيان هوتسلر (من مواليد 26 فبراير 1993) هو مدرب كرة قدم ألماني محترف ولاعب كرة قدم سابق، وهو المدرب الحالي لنادي برايتون أند هوف ألبيون.

## حياته الشخصية
وُلد هوتسلر في هيوستن في ولاية تكساس لأب سويسري وأم ألمانية عُندما كانا يعملان في الولايات المتحدة. انتقلت عائلته إلى ألمانيا عندما كان عمره عامين، حيث نشأ في منطقة بوجنهاوزن في ميونيخ. يحمل الجنسية الألمانية والسويسرية والأمريكية.